# Patrick Deyto
Patrick Phillip Bravo Deyto (* 15. Februar 1990 in Manila) ist ein philippinischer Fußballspieler.

## Karriere

### Verein
Das Fußballspielen lernte Patrick Deyto in der Jugendmannschaft von Green Archers. Seinen ersten Vertrag unterschrieb er 2012 in  bei  Pachanga Diliman FC in Quezon City. Im gleichen Jahr wechselte er nach Lipa City zu Green Archers United. Hier absolvierte der Torwart 34 Spiele, bevor er 2014 zu Global Makati nach Makati wechselte. Für Makati stand er 43 Mal im Tor. Nach Beendigung es Vertrags ging er nach Tagum und schloss sich den Davao Aguilas an. Anfang 2019 unterzeichnete er einen Vertrag bei Stallion Laguna in Biñan. Mitte 2019 wechselte er nach Thailand und schloss sich dem Erstligisten Suphanburi FC an. Am Ende der Saison 2021/22 belegte er mit dem Verein aus Suphanburi den 16. Tabellenplatz und musste somit in die zweite Liga absteigen. Nach dem Abstieg verließ er Suphanburi und schloss sich dem Erstligisten PT Prachuap FC an. Zwölf Erstligaspiele bestritt er für Prachuap in der Hinrunde. Ende Dezember 2022 wurde sein Vertrag aufgelöst. Am 1. Februar 2023 kehrte er in seine Heimat zurück, wo er einen Vertrag beim Erstligisten Stallion Laguna unterschrieb. Für den Erstligisten stand er zweimal zwischen den Pfosten. Zu Beginn der Saison 2023/24 kehrte er im Juni 2023 nach Thailand zurück. Hier unterschrieb er in Chonburi einen Vertrag beim Erstligisten Chonburi FC. Am Ende der Saison 2023/24 belegte er mit Chonburi den 14. Tabellenplatz und musste somit in die zweite Liga absteigen. Nach dem Abstieg wurde sein Vertrag im Sommer 2024 nicht verlängert. Für die Sharks bestritt er 27 Ligaspiele. Ende Juli 2024 kehrte er in seine Heimat zurück. Hier schloss er sich dem Erstligisten Kaya FC-Iloilo an.

### Nationalmannschaft
2017 spielte Patrick Deyto einmal in der U-23-Nationalmannschaft der Philippinen. Seit 2014 lief er 17 Mal für die philippinische Nationalmannschaft auf.
Sein Debüt in der philippinischen Nationalmannschaft gab er am 1. März 2014 in einem Freundschaftsspiel gegen Malaysia.